# Андрий Шевченко
Андрий Миколайович Шевченко (на украински: Андрій Миколайович Шевченко), известен още като Андрей Шевченко, е украински бивш футболист, нападател и рекордьор по голове за националния отбор на Украйна. Шевченко играе в Милан от 1999 до 2006 г., където се утвърждава като един от най-добрите нападатели в света, вкарвайки 175 гола за росонерите. С екипа на Милан Шева печели всички турнири на клубно ниво и става носител на Златната топка за 2004 г. През 2006 г. подобрява рекорда за най-скъп трансфер в английската Висша лига след като е привлечен от Челси за 44 милиона евро. Избиран шест пъти за Футболист на годината в Украйна, Шевченко е смятан за най-добрия футболист на своята родина. От 15 юли 2016 г. е старши треньор на националния отбор на Украйна.

## Кариера

### Клубна кариера
Шевченко е юноша на Динамо Киев. През сезон 1992 – 1993 става голмайстор на дублиращия тим с 13 попадения. На 26 април 1994 г. дебютира за младежите на Украйна срещу Холандия. Шева дебютира за първия отбор на Динамо Киев на 8 ноември 1994 г. срещу Шахтьор. На 1 декември вкарва първия си гол – срещу Днепър. С Динамо Киев Шева постига големи успехи и попада в полезрението на големите отбори.
През 1999 г. Шева преминава в Милан за 26 млн. долара и още в първия си сезон става голмайстор на Серия А с 24 гола. В следващия сезон отново отбеляза същия брой попадения, но Ернан Креспо става голмайстор на шампионата с 26 гола.
След привличането на Филипо Индзаги Шева оформя страховит тандем с него и успехите за клуба не закъсняват. Шева печели Шампионската лига през 2003 г. срещу Ювентус след като негов гол е отменен в редовното време и отбелязва победната пета дузпа за Милан. През същата година Милан печели и Купата на Италия и Суперкупата на Европа. През 2004 г. Шева става носител на Златната топка и шампион на Италия. През 2005 г. играе отново Финал на Шампионската лига, но Милан губят от Ливърпул след изпълнение на дузпи, а негов гол отново е отменен в редовното време.
През май 2006 г. Шева преминава в Челси за рекордните за английската Висша лига 43,875 милиона евро (30,8 милиона паунда), където обаче не се представя на висота и е често оставян на скамейката. Шева не успява да измести Дидие Дрогба от титулярното място и за 48 мача вкарва едва 9 попадения.
През лятото на 2008 г. Шевченко се завръща под наем в Милан, но е далеч от старата си форма. Изиграва 18 мача в Серия А, като само в един от тях започва като титуляр.
През август 2009 г. е договорът му с Челси изтича и той се завръща в Динамо Киев. Там веднага получава капитанската лента на клуба. В началото на 2011 г. капитан на отбора става Олександър Шовковский. На 28 юли 2012 г. Шевченко официално слага край на своята кариера във футбола.

### Национален отбор
Шевченко допринася много за класирането на националния отбор на Украйна за пръв път на световно първенство в Германия през 2006 г. Във втората среща от групата фаза отбелязва първия си гол на световно първенство в срещу Саудитска Арабия при победата с 4 – 0. Втория си гол на това световно първенство отбелязва в срещата Украйна – Тунис (1 – 0) от дузпа. Шевченко вкарва два гола за Украйна на Европейското първенство в Полша и Украйна през 2012 г. Той е и футболистът с най-много голове за Украйна – 48.
Шева записва името си в историята на Украйна, след като е едновременно най-младият и най-възрастният голмайстор в националния отбор:
- на 19 години и 215 дни той се разписва при 2:3 срещу Турция на 1 май 1996 г.
- на 35 години и 256 дни вкарва 2 пъти срещу Швеция (2:1) на 11 юни 2012 г.

## Политика
Още през 1990–те Шевченко и съотборниците му публично подкрепят украинската социалдемократическа партия. На Президентските избори в Украйна през 2004 г. заявява подкрепа към Виктор Янукович.
След края на кариерата си през 2012 г., Шевченко се присъединява към партия Украйна - Напред! и е на второ място в листата за парламентарните избори, но партията получава 1,58% и няма депутати в парламента.

## Статистика

### Клубна кариера
| Клуб              | Сезон             | Шампионат | Шампионат | Купа   | Купа   | Европейски турнири1 | Европейски турнири1 | Други турнири2 | Други турнири2 | Общо   | Общо   |
| Клуб              | Сезон             | Мачове    | Голове    | Мачове | Голове | Мачове              | Голове              | Мачове         | Голове         | Мачове | Голове |
| ----------------- | ----------------- | --------- | --------- | ------ | ------ | ------------------- | ------------------- | -------------- | -------------- | ------ | ------ |
| Динамо Киев       | 1994 – 95         | 17        | 1         | 4      | 1      | 2                   | 1                   | -              | -              | 23     | 3      |
| Динамо Киев       | 1995 – 96         | 31        | 16        | 5      | 1      | 2                   | 2                   | -              | -              | 38     | 19     |
| Динамо Киев       | 1996 – 97         | 20        | 6         | 0      | 0      | 0                   | 0                   | -              | -              | 20     | 6      |
| Динамо Киев       | 1997 – 98         | 23        | 19        | 8      | 8      | 10                  | 6                   | -              | -              | 41     | 33     |
| Динамо Киев       | 1998 – 99         | 26        | 18        | 4      | 5      | 14                  | 10                  | -              | -              | 44     | 33     |
| Милан             | 1999 – 00         | 32        | 24        | 4      | 4      | 6                   | 1                   | 1              | 0              | 43     | 29     |
| Милан             | 2000 – 01         | 34        | 24        | 3      | 1      | 14                  | 9                   | -              | -              | 51     | 34     |
| Милан             | 2001 – 02         | 29        | 14        | 3      | 0      | 6                   | 3                   | -              | -              | 38     | 17     |
| Милан             | 2002 – 03         | 24        | 5         | 4      | 1      | 11                  | 4                   | -              | -              | 39     | 10     |
| Милан             | 2003 – 04         | 32        | 24        | 1      | 0      | 10                  | 5                   | 2              | 0              | 45     | 29     |
| Милан             | 2004 – 05         | 29        | 17        | 0      | 0      | 10                  | 6                   | 1              | 3              | 40     | 26     |
| Милан             | 2005 – 06         | 28        | 19        | 0      | 0      | 12                  | 9                   | -              | -              | 40     | 28     |
| Челси             | 2006 – 07         | 30        | 4         | 6      | 3      | 10                  | 3                   | 5              | 4              | 51     | 14     |
| Челси             | 2007 – 08         | 17        | 5         | 1      | 0      | 5                   | 1                   | 2              | 2              | 25     | 8      |
| Милан             | 2008 – 09         | 18        | 0         | 1      | 1      | 7                   | 1                   | -              | -              | 26     | 2      |
| Челси             | 2009 – 10         | 1         | 0         | 0      | 0      | 0                   | 0                   | -              | -              | 1      | 0      |
| Динамо Киев       | 2009 – 10         | 21        | 7         | 2      | 0      | 6                   | 1                   | -              | -              | 29     | 8      |
| Динамо Киев       | 2010 – 11         | 18        | 10        | 2      | 1      | 12                  | 5                   | -              | -              | 32     | 16     |
| Динамо Киев       | 2011 – 12         | 16        | 6         | 1      | 0      | 5                   | 0                   | -              | -              | 22     | 6      |
| Динамо Киев       | Динамо Киев       | 172       | 83        | 26     | 16     | 51                  | 25                  | -              | -              | 249    | 124    |
| Милан             | Милан             | 226       | 127       | 16     | 7      | 76                  | 38                  | 4              | 3              | 322    | 175    |
| Челси             | Челси             | 48        | 9         | 7      | 3      | 15                  | 4                   | 7              | 6              | 77     | 22     |
| Общо за кариерата | Общо за кариерата | 446       | 219       | 49     | 26     | 142                 | 67                  | 11             | 9              | 648    | 321    |

1Европейските турнири включват Шампионска лига, Купа на УЕФА и Суперкупа на Европа

1Други турнири включват Суперкупа на Италия, Карлинг Къп, Къмюнити Шийлд и Междуконтинентална купа

### Национален отбор
| Украйна | Украйна | Украйна |
| Година  | Мачове  | Голове  |
| ------- | ------- | ------- |
| 1995    | 2       | 0       |
| 1996    | 2       | 1       |
| 1997    | 8       | 4       |
| 1998    | 6       | 1       |
| 1999    | 9       | 2       |
| 2000    | 5       | 5       |
| 2001    | 7       | 6       |
| 2002    | 3       | 0       |
| 2003    | 8       | 3       |
| 2004    | 6       | 4       |
| 2005    | 6       | 2       |
| 2006    | 9       | 5       |
| 2007    | 8       | 3       |
| 2008    | 7       | 3       |
| 2009    | 8       | 4       |
| 2010    | 6       | 2       |
| 2011    | 5       | 1       |
| 2012    | 6       | 2       |
| Общо    | 111     | 48      |

### Голов коефициент
| Общо за кариерата | Общо за кариерата | Общо за кариерата | Общо за кариерата |
| Отбори            | Мачове            | Голове            | Голове на мач     |
| ----------------- | ----------------- | ----------------- | ----------------- |
| Клубни отбори     | 648               | 321               | 0,5               |
| Украйна           | 111               | 048               | 0,43              |
| Общо              | 759               | 369               | 0,49              |

## Успехи

### Динамо Киев
- Украинско първенство – 5 (1995, 1996, 1997, 1998, 1999)

- Купа на Украйна – 3 (1996, 1998, 1999)

- Суперкупа на Украйна – 1 (2011)

- Купа на общността – 3 (1996, 1997, 1998)

### Милан
- Шампионска лига – 1 (2003)

- Суперкупа на Европа – 1 (2003)

- Серия А – 1 (2004)

- Купа на Италия – 1 (2003)

- Суперкупа на Италия – 1 (2004)

### Челси
- ФА Къп – 1 (2007)

- Купа на лигата – 1 (2007)

- Къмюнити Шийлд – 1 (2009)

### Индивидуални
- Златна топка – 1 (2004)

- Голмайстор на Шампионската лига – 2 (1999, 2006)

- Най-добър нападател в Шампионската лига – 1 (1999)

- Играч на мача на Финала за Суперкупата на Европа – 1 (2003)

- Идеален отбор на годината на ФИФА – 1 (2005)

- Идеален отбор на годината на УЕФА – 2 (2004, 2005)

- Идеален отбор на годината на ESM – 3 (2000, 2004, 2005)

- Голмайстор на Серия А – 2 (2000, 2004)

- Гол на годината в Серия А – 1 (2004)

- Чуждестранен играч на годината в Серия А – 1 (2000)

- Футболист на годината в Украйна – 6 (1997, 1999, 2000, 2001, 2004, 2005)

- Голмайстор на Украинското първенство – 1 (1999)

- Най-добър играч на Украинското първенство – 1 (1997)

- Голмайстор на турнира за Купата на Украйна – 2 (1995, 1998)

- Златен крак – 1 (2005)

- ФИФА 100

### Рекорди
- Най-много голове за Националния отбор на Украйна – 48

- Най-много голове в дербито между Милан и Интер – 14